# ویور (آلاباما)
ویور (به انگلیسی: Weaver) شهرکی در شهرستان کلهون ایالت آلاباما است که مساحت آن ۸٫۹۸ کیلومترمربع است و در سرشماری سال ۲۰۱۰ میلادی، ۳٬۰۳۸ نفر جمعیت داشته و تراکم جمعیتی آن، ۳۳۸٫۳۱ نفر در کیلومترمربع بوده است.